# Jezioro Amadockie

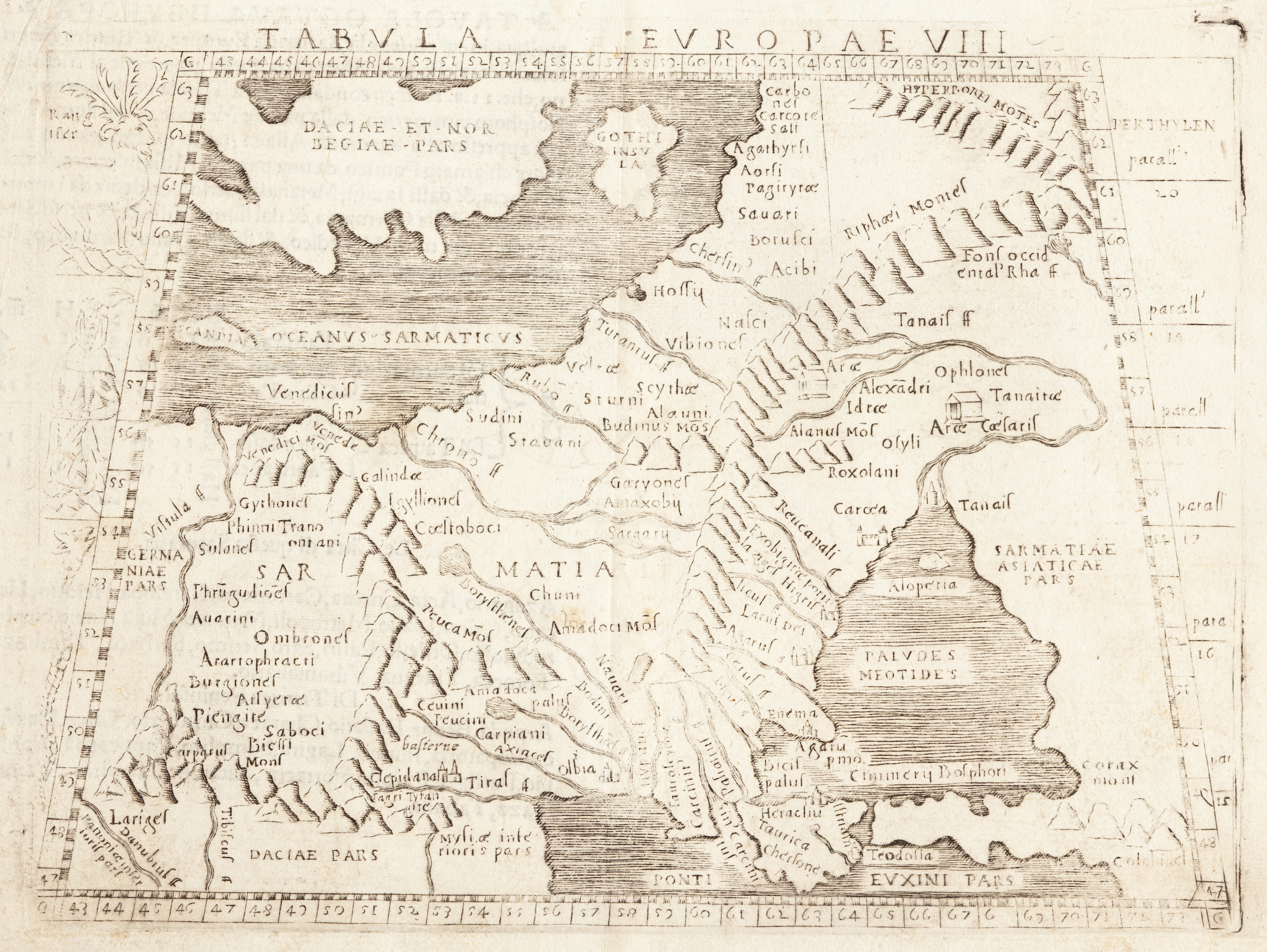
Jedna z kopii ósmej mapy Europy "Geografii" Ptolemeusza z zaznaczonym Bagnem Amadockim (Amadoca palus). Giacomo Gastaldi, Wenecja, 1548.

Jezioro Amadockie (Amadoca lago, Amadoca lacus), Bagna Amadockie (Amadoca palus), Amadoca – historyczne jezioro lub bagna lokalizowane na obszarze współczesnej Ukrainy lub na pograniczu ukraińsko-białoruskim, niedaleko polskiej granicy. 
Znane m.in. z pochodzącej z V wieku p.n.e. wzmianki Herodota o pasących się na jego brzegu dzikich białych koniach, czyli tarpanach, z mapy i wzmianki Ptolemeusza z  II w. n.e. (a raczej późniejszych kopii) oraz z innych, głównie XVI-wiecznych map. Przedstawiane było zwykle jako początek Bohu lub pobliskich rzek. Ponieważ u źródeł Bohu obecnie brak jakiegokolwiek zbiornika wodnego, przypuszcza się, że mogły to być położone nieco dalej na północ bagna dorzecza Prypeci na Polesiu. U Ptolemeusza według niektórych interpretacji rzeką tą mogła być też Prypeć.

## Herodot

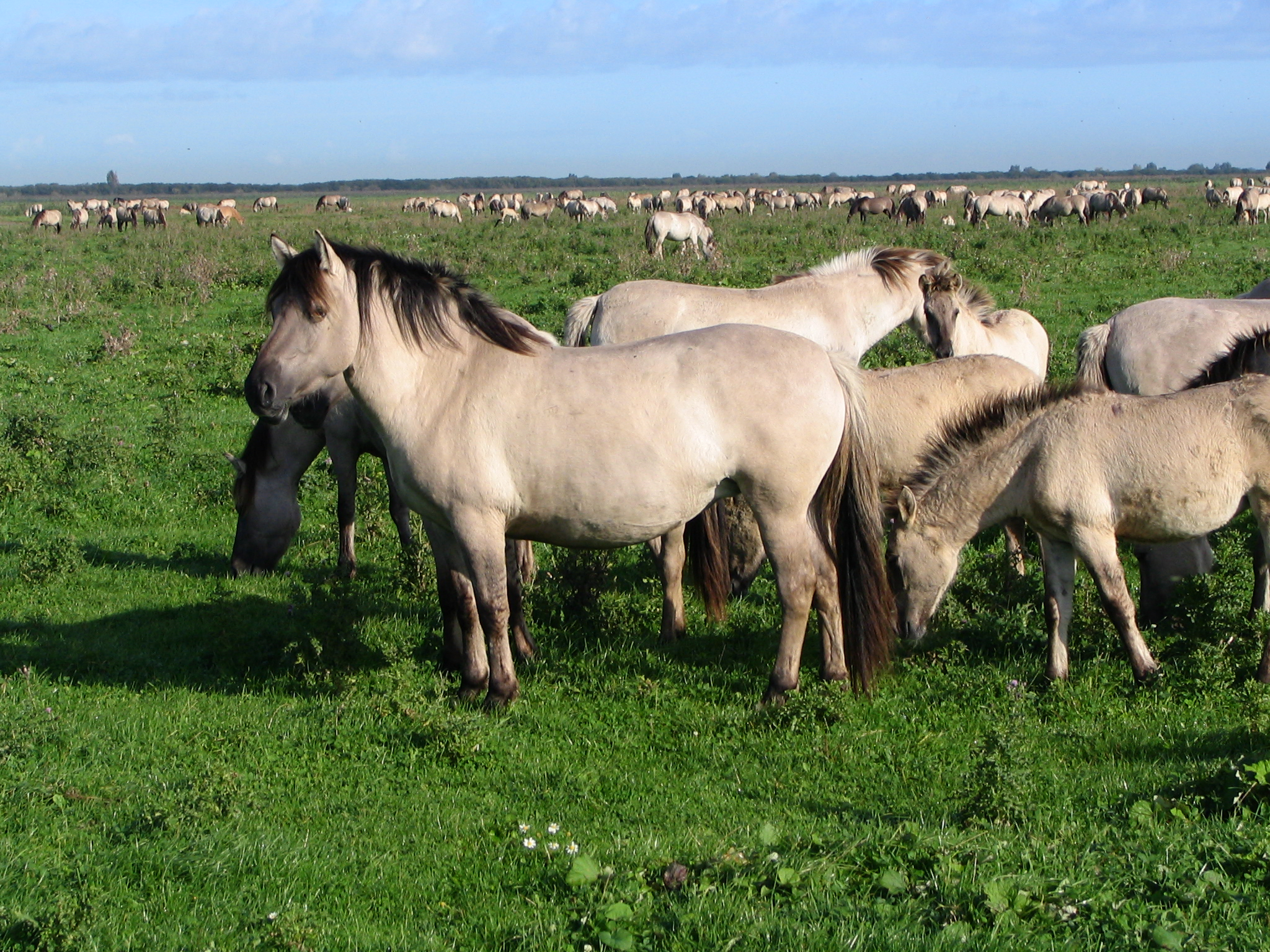
Jasno ubarwione, przypominające tarpana koniki polskie w rezerwacie Oostvaardersplassen w Holandii.

Po raz pierwszy wspomniał o tym obszarze Herodot w swoich Dziejach (ok. 450-420 p.n.e., Hdt. 4.52.1), nie podając jego nazwy. Określił je jako ogromne jezioro w Scytii, z którego wypływa rzeka Hypanis (Boh, czyli Bug Południowy). Herodot wspomina również o białych dzikich koniach pasących się na jego brzegu.
Były to prawdopodobnie tarpany w szacie zimowej. Do takich wniosków doszedł inicjator prac hodowlanych nad restytucją tarpana leśnego i badacz konika polskiego, profesor Tadeusz Vetulani. Inni autorzy zwracają uwagę na to, że greckie słowo leucos nie oznacza "biały", ale "jasny", co odpowiadałoby myszatemu zabarwieniu futra tarpanów. Istnieje również hipoteza, według której mogło być to stado białych koni hodowanych w celach kultowych.
Uważa się, że jezioro opisane przez Herodota, to Bagna Amadockie.

## Ptolemeusz
Następnie w  II w. n.e. Ptolemeusz umieścił je na mapie w Sarmacji europejskiej (Geografia, Księga III, rozdział V oraz ósma mapa Europy). W łacińskich tłumaczeniach Geografii zarówno w tekście, jak i na kopiach tej mapy występuje ono pod nazwą Amadoca palus.
Rzeka biorąca początek w Amadoca palus podpisywana jest na kopiach mapy Ptolemeusza nazwą Borysthenes, tą samą co sąsiadujący z nią od wschodu Dniepr. W tekście podaje też on współrzędne części Borysthenes, w pobliżu której znajduje się Amadoca palus.
Według niektórych autorów (np. Lucyny Szaniawskiej), ta zachodnia gałąź czy dopływ rzeki Borysthenes (Dniepr), to Prypeć, a nie Boh.
Jednak Ptolemeusz popełnił błąd. Rzekę Hypanis (Boh) umieścił na wschód od Borysthenes, podobnie zresztą jak uczynili to Strabon, Pliniusz i Witruwiusz. Inni autorzy więc uważają, że było to spowodowane uznaniem właściwej rzeki Hypanis za wspomnianą zachodnią gałąź Borysthenes. A to mogło być wynikiem pomylenia nazwy rzeki z nazwą położonego nad rzeką Hypanis miasta Borysthenes (Olbia). Reasumując, Amadoca palus znajdowałoby się w takiej sytuacji u źródeł Bohu, nazwanego jednak nieprawidłowo Borysthenes zamiast Hypanis.
Ptolemeusz wymienia w tekście również plemię Amadoci, góry Amadoci montes oraz miasto Amadoca. Góry i miasto podobnie jak inne obiekty wraz ze współrzędnymi, są one też zaznaczane na kopiach wspomnianej mapy (zwłaszcza góry).

## Późniejsze mapy

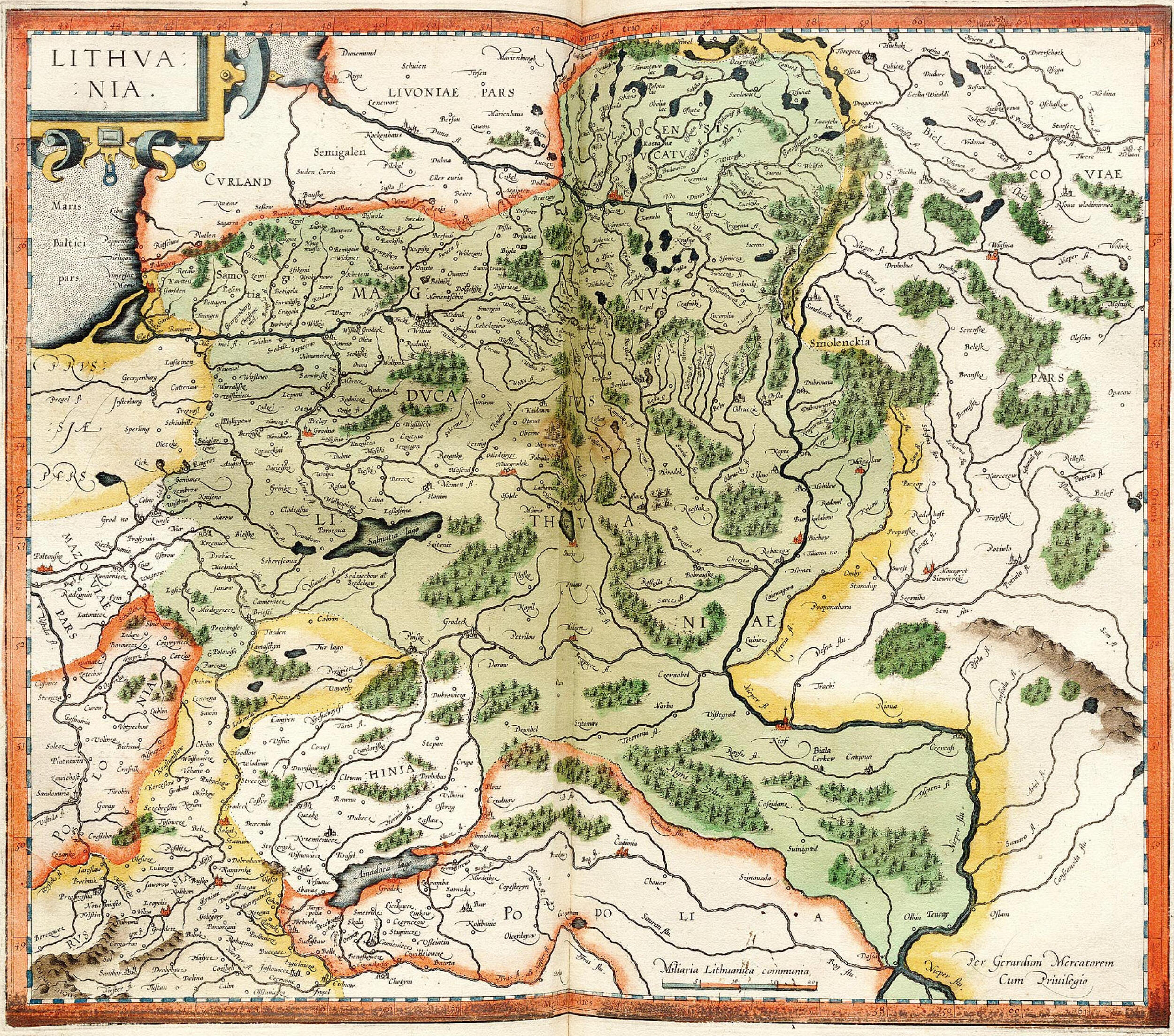
Jezioro Amadockie (Amadoca lago) na mapie Litwy (Lithvania) w Atlas sive cosmographicae Meditationes de Fabrica Mundi et Fabricati Fugura Mercatora opublikowanym w 1595 roku w Duisburgu.

Jezioro Amadockie przez długi czas było nanoszone nie tylko na kopiach mapy Ptolemeusza, ale również na niektórych innych mapach (pod różnymi nazwami, u źródeł Bohu lub w ich pobliżu, głównie w XVI wieku).
Zaznaczali je na przykład: Wapowski (uważany za ojca polskiej kartografii), Merkator, Münster, Gastaldi, Honter, Pograbka (Pograbius), Grodecki, Vopell. Wapowski wskazał na Amadoca palus Ptolemeusza jako wielkie jezioro opisane przez Herodota. Później Gastaldi i Pograbius ukazali je zredukowane, jako początek rzek Słucz i Zbrucz.
Mapy Wapowskiego – Polski (1526 r.) i Sarmacji (prawdopodobnie z ok. 1526 r.) aż do XVIII wieku były podstawą rozwoju kartografii ziem dawnej Rzeczypospolitej. Na jego mapie Sarmacji pośrednio lub bezpośrednio opierali się potem inni kartografowie – Merkator, Münster, Gastaldi, Honter, Grodecki, Vopell i in. Mapa Polski Grodeckigo z 1562 roku została włączona do popularnego w Europie zachodniej atlasu Orteliusza Theatrum Orbis Terrarum, wydanego po raz pierwszy w 1570 roku w Antwerpii.
Wapowski umieścił na swoich mapach oprócz Amadockiego również tajemnicze jeziora Sarmackie (Salmatia Lago u Merkatora) i Chronos (Crono Lago), położone na obszarze współczesnej Białorusi. Na mapie Merkatora są one źródłami odpowiednio dwóch ramion Niemna w wyobrażeniach dawnych kartografów – rzek Memel (głównej) i Niemen (jej dopływu). Zaznaczył też nieprawidłowo Boh jako dopływ Dniepru.

## Inne źródła
Według słownika "Bibliotheca Classica or Classical Dictionary" Lemprière'a wydanego po raz pierwszy w 1788 roku, oraz gramatyki geografii starożytnej Arrowsmitha z 1832 roku, rzeka Hypanis (czyli Boh) brała swój początek w górach Peucini Montes niedaleko Amadoca Palus. Lemprière powołuje się przy tym m.in. na Herodota (Herod. 4, 52).

## Palus Amadocana Księżycu
Według nomenklatury Heweliusza (w jego "Selenografii" z 1647 r.), Mare Humboldtianum nazywało się na mapie Księżyca Palus Amadoca (Amadoca, Palus w indeksie nazw), natomiast region Messala Amadoci Montes (brak w indeksie nazw).

## Lokalizacja
Ponieważ w rejonie źródeł Bohu, gdzie zostało zlokalizowane jezioro nie ma żadnego zbiornika wodnego, często uważa się, że mogły to być położone nieco dalej na północ bagna dorzecza Prypeci, na Polesiu. Na to że Amadoca palus Ptolemeusza mogły być bagnami poleskimi, zwrócił uwagę Buczek.
Legendarne Bagna Amadockie mogły znajdować się nawet aż w okolicach Puszczy Białowieskiej, w której najdłużej w Polsce zachowały się w stanie dzikim tarpany – aż do roku 1728 (na dalekiej Litwie do ok. 1788 roku, w stepach południowej Ukrainy do 1879 roku). Tadeusz Vetulani uważał, że białe konie opisane przez Herodota występowały wokół bagien poleskich, wyznaczających granicę Puszczy Białowieskiej. W bagnach tych podczas wiosennych roztopów zwiększa się ilość wody.